# Меджидие (орден)
Вижте пояснителната страница за други значения на Меджидие.
Меджидиè (на турски: Mecidiye Nişanı) е османски орден, учреден през 1852 г. от султан Абдул Меджид I, превърнал се в едно от най-характерните отличия в Османската империя до самото ѝ разпадане.
Орденът има 5 степени. С него са награждавани не само турски граждани, имащи големи заслуги за Османската империя, но и чуждестранни държавни глави и дипломати. Има версия със скръстени саби, която се дава за бойни заслуги, но тази разновидност е много рядка. С нея са отличавани предимно офицери, участвали в Кримската война, включително и чуждестранни офицери, били се на турска страна.
Орденът представлява звезда със 7 лъча, в има златен медальон със султанската тура, около която в червен емайлиран кант е написано „Усърдие. Преданост. Лоялност“ и дата 1268 (1862) г. Между лъчите на звездата има малки звезди и полумесеци. Окачането също е във форма на полумесец с прикрепена към него звезда. Лентата е червена със зелени ивици по края.
Най-много се ценят най-ранните екземпляри от времето на Кримската война.